# Parempheriella luciditerga
Parempheriella luciditerga är en tvåvingeart som först beskrevs av Loïc Matile 1974.  Parempheriella luciditerga ingår i släktet Parempheriella och familjen svampmyggor. Inga underarter finns listade i Catalogue of Life.